# Jaworowe Turnie

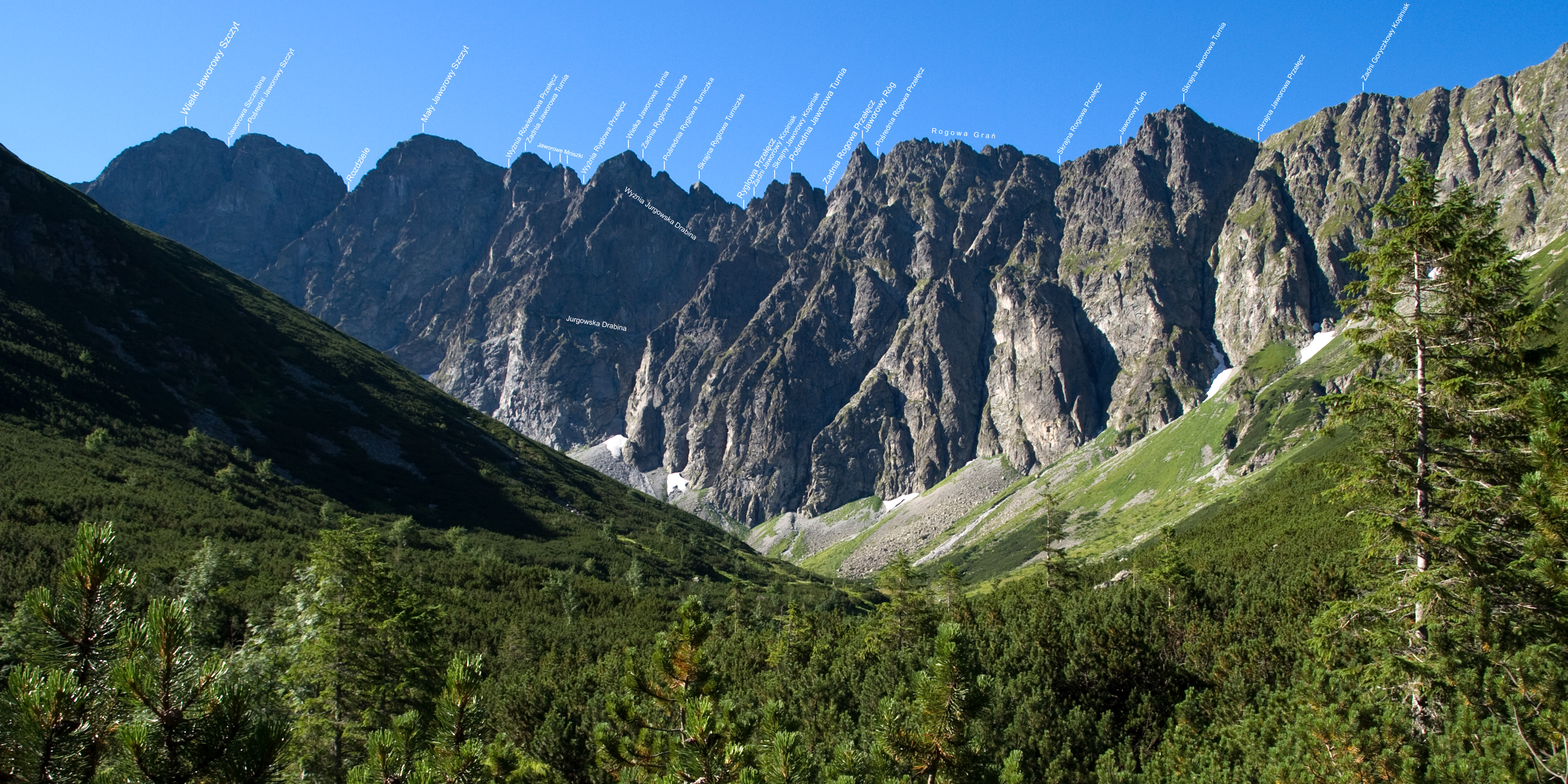
Jaworowy Mur (podpisane formacje)

Jaworowe Turnie (słow. Javorové veže, niem. Javorovatürme, Ahorntürme, węg. Javorova-tornyok) – pięć wybitnych turni w Jaworowej Grani – bocznej grani odchodzącej od Małego Jaworowego Szczytu (Malý Javorový štít) w kierunku północno-zachodnim. Grań ta położona jest pomiędzy Doliną Białej Wody (Bielovodská dolina) i Doliną Jaworową (Javorová dolina). Od Małego Jaworowego Szczytu oddzielona jest Wyżnią Rówienkową Przełęczą (Zadné Javorové sedlo).
Kolejno od Wyżniej Rówienkowej Przełęczy znajdują się:
- Zadnia Jaworowa Turnia (Zadná Javorová veža, ok. 2335 m n.p.m.),
- Wyżnia Ryglowa Przełęcz (Horné Ríglové sedlo),
- Wielka Jaworowa Turnia (Veľká Javorová veža, 2291 m),
- Ryglowa Przełęcz (Ríglové sedlo),
- Pośrednia Jaworowa Turnia (Prostredná Javorová veža, ok. 2209 m),
- Zadnia Rogowa Przełęcz (Zadné Rohové sedlo),
- Jaworowy Róg (Javorový roh, 2238 m),
- Pośrednia Rogowa Przełęcz (Prostredné Rohové sedlo),
- Rogowa Grań (Rohový hrebeň),
- Skrajna Rogowa Przełęcz (Predné Rohové sedlo),
- Skrajna Jaworowa Turnia (Predná Javorová veža, 2222 m).

Turnie te opadają na północny wschód (do Doliny Jaworowej) wysokimi i urwistymi ścianami skalnymi, tworzącymi wspólnie z urwiskami Jaworowych Szczytów wspaniały mur skalny – Jaworowy Mur. Od strony Doliny Rówienek urwiska są nieciągłe i wyraźnie niższe. Oprócz wymienionych obiektów w grani znajduje się wiele mniejszych turniczek i zębów skalnych.
Kontynuacją Jaworowych Turni na północny zachód są Jaworowe Wierchy, za którymi wypiętrza się rozłożysty masyw Szerokiej Jaworzyńskiej. Od najbliższego z grupy Jaworowych Wierchów Żabiego Wierchu Jaworowego oddziela je Skrajna Jaworowa Przełęcz (Predné Javorové sedlo).
Jaworowe Turnie oraz Jaworowe Wierchy tworzą razem tzw. Jaworową Grań (Javorový hrebeň).